# 文字蘊涵
文字蘊涵（Textual entailment，TE）在自然語言處理是一個文字片段之間的定向關係。擁有一個文字片段的含意時，可以從另一個文字如下關係。TE的框架中，將會導致必須需要的文本被稱為文本（T）和假設（H）作為分別。文字蘊涵是不一樣的純邏輯蘊涵，它有一個更寬鬆的定義："T推導到H"（T⇒H），通常情況下，如果一個人閱讀T將推斷為H是最有可能的正確的關係。文字蘊含關係是有方向性的，如正向的"T推導到H"或反向的"H推導到T"。

## 自然語言的歧義
自然語言的一個特點是，有許多不同的方式說出你想說什麼：可以通過不同的文字表達相同的含義，可以包含在一個單一的文字和幾個含義。這種語義表達的變化可以看出，作為雙語言歧義的問題。他們一起導致在許多一對多的語言表達和意義之間的映射。正確解釋文本，就需要在理論上深入到了它的含義的邏輯代表性的語義解釋。自然語言處理是確實可行的解決辦法，並在更簡易的方式使用文字蘊涵。

## 識別文字蘊涵
許多自然語言處理的應用程序一樣，問答（QA）的信息抽取（IE）的（多文檔）匯總和機器翻譯（MT）的評價，需要這種可變性現象的一個模型，為了一個特殊目標意思可以從不同的文本變形被推斷。2004年識別文字蘊含（TER）提議作為橫跨許多自然語言處理應用的主要語義推斷需要的一項普通任務。建立文本蘊涵的數學解決方案可以根據這種關係的方向性，然關係的方向所涉及的文字之間的一些相似的比較。

目前RTE在國際間被關注研究應用在不同語言中，如2011年日本NTCIR-9大會就將簡體中文、繁體中文、日文的RTE列為比賽項目。

## 範例

### 正向蘊涵
文本T:日本時間2011年3月11日，日本宮城縣發生芮氏規模9.0強震，造死傷失蹤約3萬多人。

假設H:日本時間2011年3月11日，日本宮城縣發生芮氏規模9.0強震。

### 矛盾蘊涵
文本T:張學友在1961年7月10日，生於香港，祖籍天津。

假設H:張學友生於1960年。

### 獨立蘊涵
文本T:黎姿與"残障富豪"馬廷強結婚。

假設H:馬廷強為香港"東方報業集團"創辦人之一馬惜如之子。